# Jules Janin
Gabriel-Jules Janin (Saint-Étienne, Loire megye, 1804. február 16. – Párizs, 1874. június 19.) francia romantikus író, újságíró és színikritikus.

## Élete

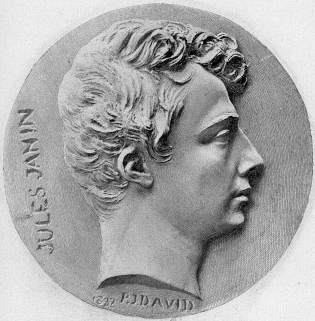
David d’Angers 1897-ben készített emlékérme

Jacques Georges Pierre Janin ügyvéd fiaként jó oktatásban részesült, előbb szülővárosában, utána Lyonban, majd a Párizs kulturális szívében lévő Latin-negyedben (Quartier Latin) található Nagy Lajos Líceumban, ahol többek között Jean Louis Eugène Lerminier és Charles-Augustin Sainte-Beuve voltak tanulótársai. Tanulmányainak befejezése után fiatalon árván maradt, s Párizs külvárosában agg nagynénjénél lakott, és tanítással tartotta fenn magát.
A Jean-Baptiste Guillonnet-Merville ügyvédnél letett gyakorlati vizsga után, ahol Honoré de Balzac vele egyidejűleg volt ügyvédbojtár, az újságírói pályát választotta, és párhuzamosan dolgozott a Revue des deux Mondes, a Le Figaro és a La Quotidienne lapoknál. A Revue de Paris és a Journal des Enfants lapok alapításában részt is vett. Kezdetben ellenzéki hangvételű írásai felkeltették az olvasóközönség figyelmét.
A Journal des Débats hasábjain megjelentetett színikritikáival, ahol később még negyven éven át dolgozott, elnyerte „a kritika fejedelme” ragadványnevet. Későbbi értékelői szerint ő teremtette meg a ’tárca’ („feuilleton”) újságírói műfaját.
Kiemelkedő népszerűsége magas szerzői honoráriumokhoz juttatta, melyekből a korabeli írói köröktől eltérő, fényűző életmódot tudott folytatni. Állandó témát szolgáltatott a párizsi közéleti pletykarovatoknak. (Mademoiselle Georges híres színésznő volt a barátnője. Kétlovas hintót vásárolt, melyet maga hajtott, délelőttönként egy-két órán át fogadást tartott a Luxembourg-kertre nyíló, fényűzően berendezett lakásában, Voltaire-hez hasonlóan bő reggeli ruhában, fején gyapjúsipkával fogadta az érkezőket.)
Regényíróként 1827-ben a „L’Âne mort et la femme guillotinée” (A döglött szamár s a lenyakazott asszony) című regényével vált ismertté. Kevésbé mély, de még egyénibb stílusú műve, a „La Confession” (A vallomás) 1830-ban jelent meg. 1831-ben a „Barnave” című regényében az Orléans-házat támadta.
Sokat utazott, és élményeiről folyamatosan szubjektív beszámolókat írt. Egyik utazása során 1838-ban különös szerencsével a Luccai Hercegségben, Bagni di Luccában lottón nyert egy házat, amelyet aztán 1838 és 1843 között Giuseppe Pardini (1799–1884) neves helyi építésszel átépíttetett. A szerencsés lottónyereményről írt a „Débats” oldalain, így egész Európát bejárta a hír, és a magyar Regélő is részletesen beszámolt róla.
1836-ban elnyerte a francia Becsületrend lovagi fokozatát.
1841. október 18-án feleségül vette Adelaïde Françoise Huet-t (1820–1876), Évreux polgármesterének leányát.
1846. június 14-ére Lille város új vasútállomásának felavatására Hector Berlioz az ő szövegére komponálta a „Le Chant des chemins de fer” (Vasutas dal) című kantátáját, mely a saint-simonisták felfogását tükrözte.
Tárcanovelláival ellenségeket is szerzett, így volt barátjával, a republikánus Reform kiadójával, Felix Pyat-val is, aki a kritikusnak ellenzéki múltját vetette szemére s kíméletlenül mutatta ki életének politikai következetlenségét. Janin törvényszék elé vitte az ügyet, amely Pyat-t fogságra s néhány száz frank pénzbírságra ítélte.
Az európai hírlapok folyamatosan figyelték közleményeit. Jules Janin volt az, aki elsőként részletesen ismertette (3 cikkben) Louis Daguerre fényképészeti találmányát 1839-ben, s tőle vették át a korabeli lapok fordításban a közleményeiket. 
1850 körül egy rusztikus vidéki házat vásárolt a La Pompe utcában, az akkori Párizs külvárosában. Azóta természetesen beépült a volt falusias környezet, s a környéken sugárutat neveztek el Jules Janinről (Avenue Jules-Janin).
„Lamartine mindig úgy beszélt róla, mint az irodalom egyik legtiszteletreméltóbb alakjáról, Beranger benső barátságban élt vele, s többször mondta, hogy ha valamit irigyel, az Jules Janin szellemének kifogyhatatlanul gazdag forrása, míg Victor Hugo oly költeményben üdvözlé, mely mindkettőjük nevét egyaránt megörökítette.” – írták róla életét méltató nekrológjában.
Számos próbálkozás után 1870. április 7-én megválasztották a Francia Akadémia tagjává, Charles-Augustin Sainte-Beuve utódjaként (28. szék).
Sokat tartózkodott a Gaillon közelében fekvő Saint-Aubin-sur-Gaillon-i Rotoirs kastélyban, melynek neve – német eredetű népi elnevezésként – a helyben letelepedett kendertörők mestereiről ragadt a település kastélyára. A kastély – apósa révén – az Huet család tulajdonában volt.
Élete utolsó két évét karszékéhez szegezve töltötte (feltehetően agyvérzése lehetett), már nem tudott írni. Évreux Saint-Louis temetőjében helyezték örök nyugalomra, az Huet család sírboltjába, ahova özvegye Adélaïde Janin-Huet (1820–1876) felállíttatta mellszobrát is (Adam-Salomon alkotását), és ugyancsak az özvegy áldozatkészségének köszönhetően, végrendelete szerint Évreux központjában egy monumentális szökőkutat is építettek, az évreux-i közéletben nagy szerepet játszó (tanácsos, polgármester) Nicolas-François Huet és Jules Janin író tiszteletére, melyet a vésett felirat is megörökített. (1882-ben készült el, Charles Genuys építész és Louis-Émile Décorchemont helyi szobrász műveként.)
Szülővárosában sugárutat neveztek el róla (Boulevard Jules Janin).
Halála után Alexandre Piédagnel, Jules Janin titkára jelentetett meg róla egy bibliográfiával kísért részletes tanulmányt.
Halálakor magyar újságok szinte mindegyike méltatta, így a Katolikus Hetilap is: „Hogy a széptani elemző bírálat … minden alapossága mellett lehet könnyed, kellemesen folyó, a szellem finom zamatával fűszerezett, azt Jules Janin mutatta meg. … Jules Janin úgy irt, mint a madár énekel, a liliom virágzik. A kritikusok fejedelmének nevezték őt, pedig még több vala, Jules Janin király volt szellemgazdag, könnyen folyó irodalomban. Mindazonáltal feladatát önmaga komolynak tartá; volt irályának jellemében valamely emelkedett, lehet mondani szigorú vonás. Egy közönséges műkedvelő az elkényeztetett s bírálni szerető Párisban nem tudta volna magát oly sokáig föntartani." 

## Művei

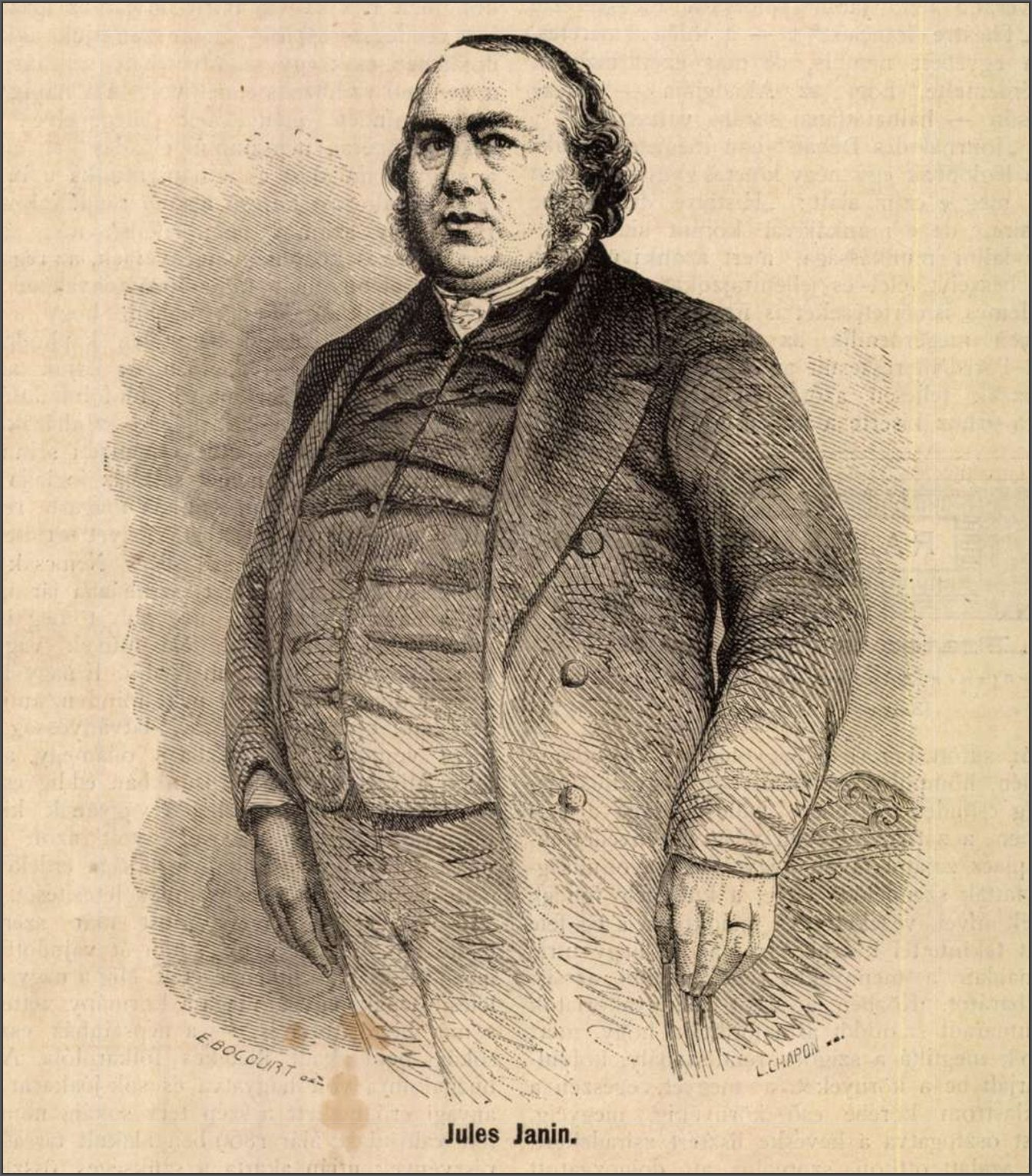
Az író portréja a Magyarország és a Nagyvilág c. lapban, 1874

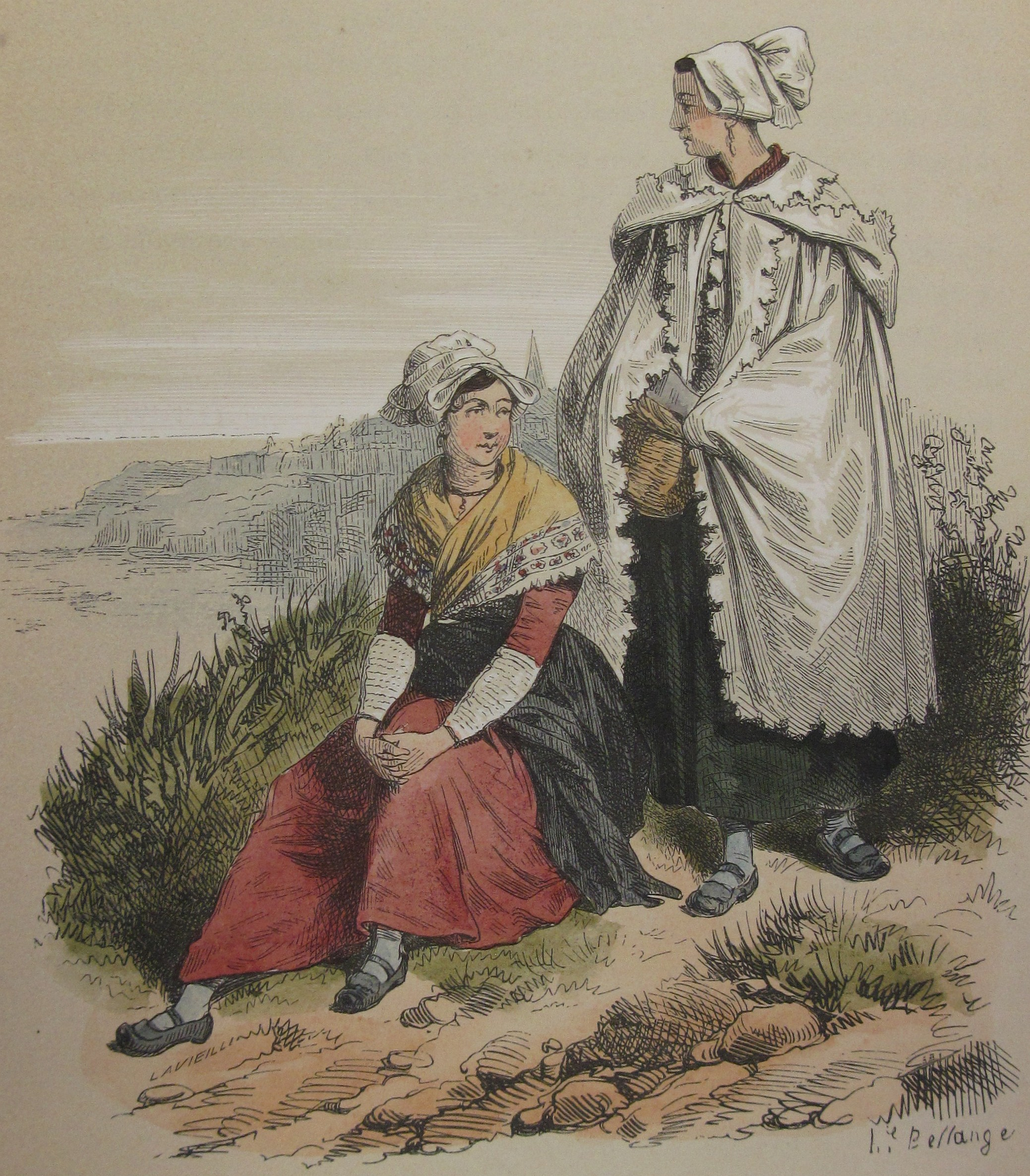
Illusztrációk La Normandie..., 1842. c. művében

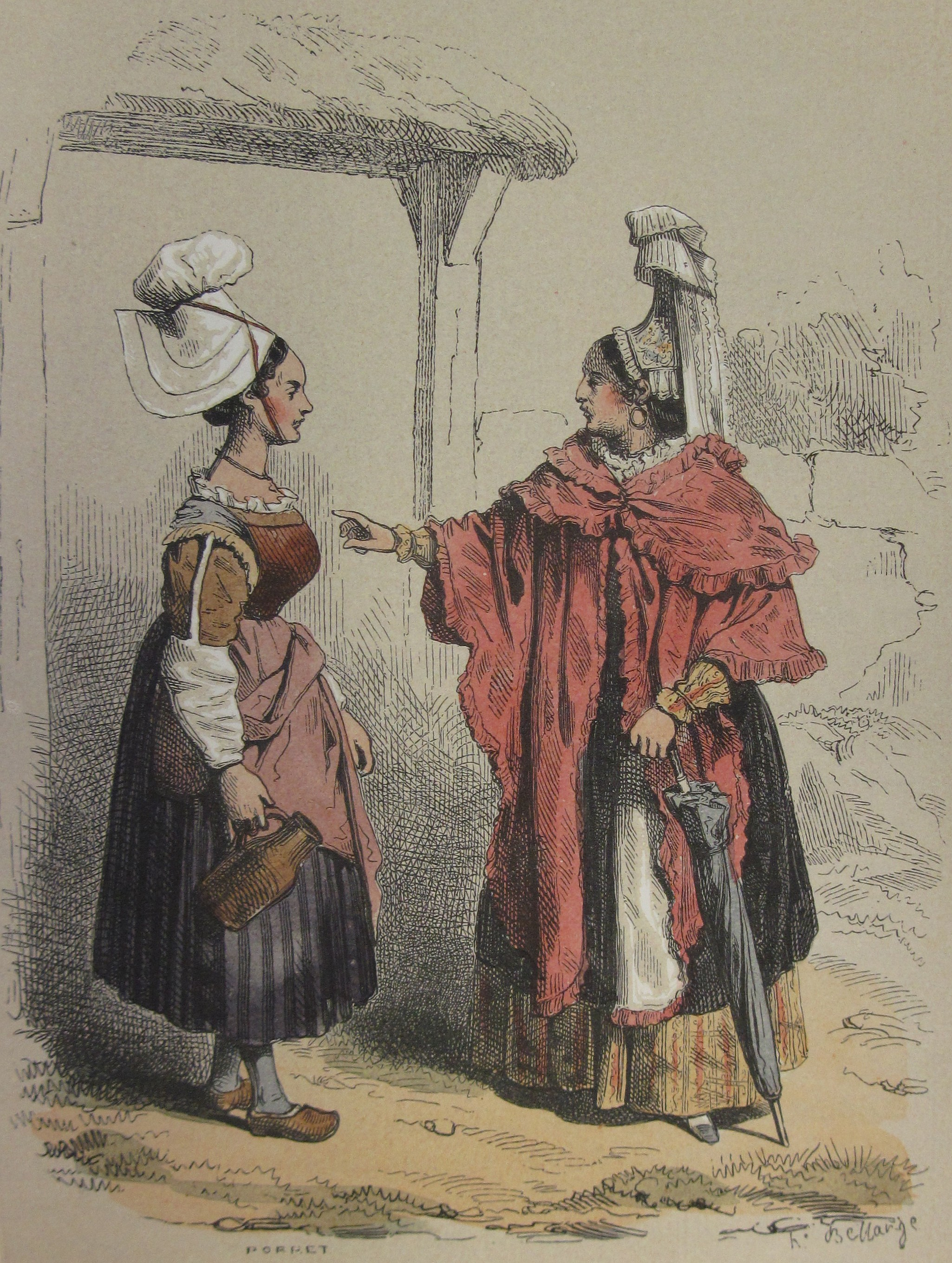
Illusztrációk La Normandie..., 1842. c. művében

- 1826: Talma et Lekain
- 1827: L’Âne mort et la femme guillotinée – 1842
- 1829: Tableaux anecdotiques de la littérature française depuis François I-er
- 1830: La Confession
- 1831: Barnave, 1860
- 1832: Contes fantastiques – Histoire du théâtre à quatre sous
- 1833: Contes nouveaux
- 1834: Voyage de Victor Ogier en Orient – Cours sur l’histoire du journal en France
- 1836: Le Chemin de traverse
- 1837: Fontainebleau, Versailles, Paris – Un cœur pour deux amours – Histoire de France (texte explicatif des galeries de Versailles) (1837–1843)
- 1839: Les Catacombes – Versailles et son musée historique – Voyage en Italie
- 1841–1842: Le Premier feuilleton de Pistolet, dans le recueil collectif Scènes de la vie privée et publique des animaux
- 1842: La Normandie historique, pittoresque et monumentale – Le prince royal – Une heure à Paris
- 1843: Un hiver à Paris – Un été à Paris
- 1844: Les Beautés de l’Opéra – La Bretagne historique
- 1846: Le Feuilletoniste, Répertoire de Lecture du soir
- 1847: Suite de l’histoire du chevalier Desgrieux et de Manon Lescaut – Voyage de Paris à la mer – Le gâteau des rois
- 1850: La Religieuse de Toulouse
- 1851: Les Gaîtés champêtres – Le mois de mai à Londres
- 1853: Histoire de la littérature dramatique (6 kötet. 1853–1858) – Almanach de la littérature, du théâtre et des beaux-arts (1853–1865)
- 1855: La Comtesse d’Egmont
- 1856: Les Petits Bonheurs
- 1857: Les Symphonies de l’hiver
- 1858: Rachel et la tragédie – Ovide, ou le poète en exil
- 1859: Critique, portraits et caractères contemporains – Variétés littéraires
- 1860: Les Contes du chalet
- 1861: La Fin d’un monde et du neveu de Rameau – La Semaine des trois jeudis
- 1862: Contes non estampillés
- 1864: Les Oiseaux bleus – La poésie et l’éloquence à Rome, au temps des Césars – La Révolution française
- 1866: L’Amour des livres – Béranger et son temps – Le Talisman
- 1867: Les Amours du chevalier de Fosseuses – La Sorbonne et les gazeliers – Circé
- 1868: Le Bréviaire du roi de Prusse
- 1869: L’Interné – Lamartine – Petits romans d’hier et d’aujourd’hui – Les révolutions du pays des Gagas
- 1870: Le Crucifix d’argent – Le livre
- 1871: Alexandre Dumas – La Muette
- 1872: François Ponsard
- 1874: La Femme à l’œillet rouge – Paris et Versailles il y a cent ans
- 1876–1878: Œuvres diverses – Œuvres de jeunesse
- 1881: Debureau, histoire du théâtre a quatre sous
- 1884: Causeries littéraires et historiques – Contes, nouvelles et récits
- 1922: Victor Hugo en exil : d’après sa correspondance avec Jules Janin, et d’autres documents inédits réunis par Noël Clément-Janin(wd)

## Fordítás
- Ez a szócikk részben vagy egészben  a    Jules Janin című francia Wikipédia-szócikk ezen változatának fordításán alapul.  Az eredeti cikk szerkesztőit annak laptörténete sorolja fel. Ez a jelzés csupán a megfogalmazás eredetét és a szerzői jogokat jelzi, nem szolgál a cikkben szereplő információk forrásmegjelöléseként.